# Czajnik elektryczny

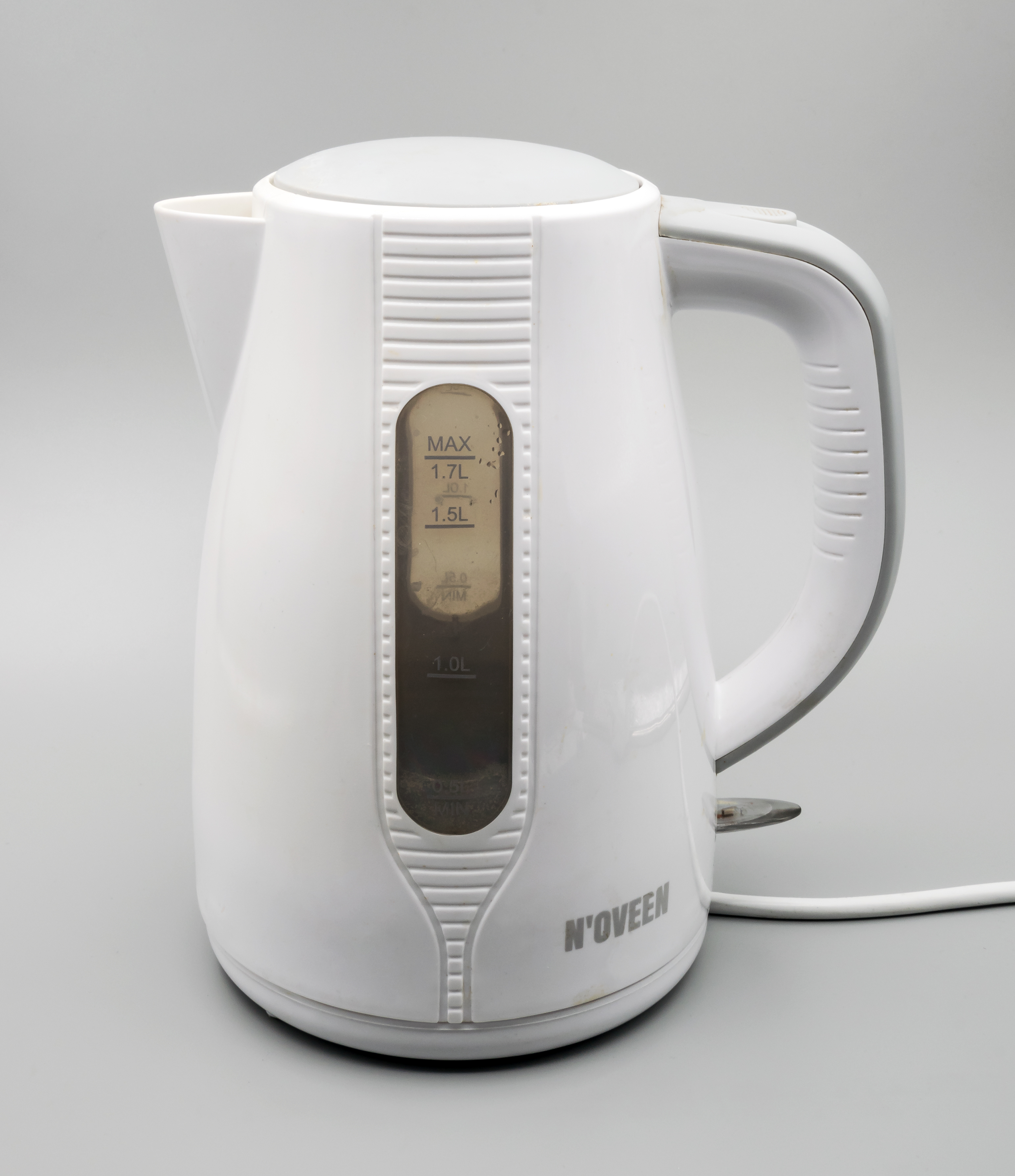
Czajnik elektryczny

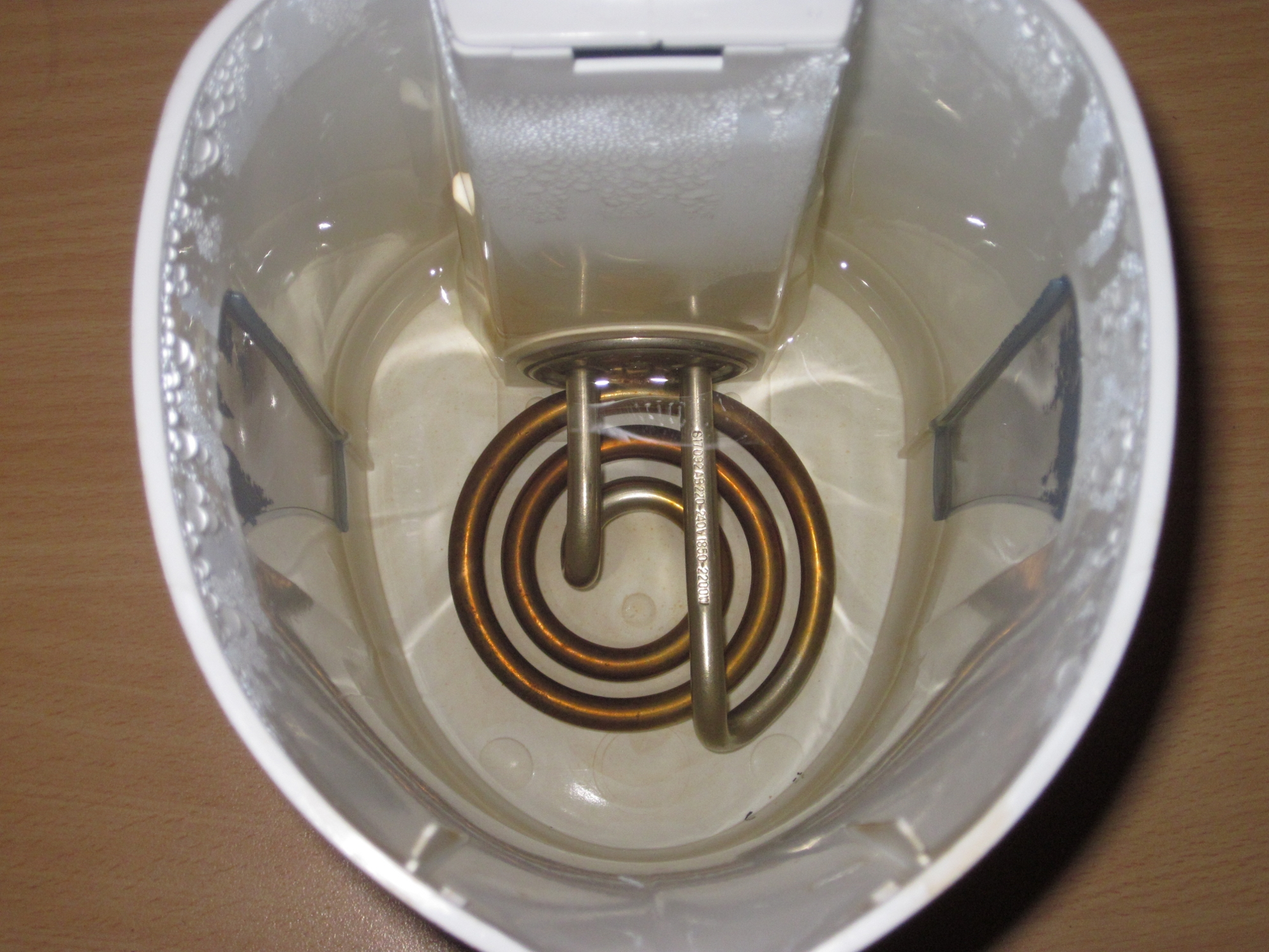
Grzałka w komorze wodnej czajnika elektrycznego

Czajnik elektryczny – rodzaj czajnika wykorzystującego do gotowania wody energię elektryczną.

## Historia
Pierwszy czajnik elektryczny powstał w 1891 roku i został wyprodukowany przez amerykańską firmę Carpenter Electric Company of. St. Paul z Minnesoty. Wymyślił go Charles Carpenter. Niezależnie w tym samym czasie czajniki zaczęła produkować firma Crompton&Co w Wielkiej Brytanii.
Pierwsze takie czajniki gotowały wolno oraz posiadały niewymienialne elementy grzewcze umieszczone w podstawach, które podnosiły temperaturę ścianek naczynia. W 1922 roku firma Swan Company opracowała czajniki z grzałką umieszczoną bezpośrednio w komorze wodnej, natomiast brytyjska firma Russel Hobbs w latach 50. XX wieku zaczęła produkować pierwsze czajniki z automatycznym wyłącznikiem, który odcina dopływ energii elektrycznej w momencie wrzenia wody.
Obecnie czajniki elektryczne gotują wodę bardzo szybko i nie powodują dużych kosztów eksploatacji. Niemniej jednak posiadają one dużą moc (zwykle ok. 2000-2400 W - chociaż zdarzają się nawet do 3000 W) i używając ich należy zwrócić uwagę na to, czy instalacja elektryczna jest dostosowana do takich obciążeń, gdyż często powodują one zadziałanie bezpieczników lub wyłączników instalacyjnych.